# Sissach (gemeente)
Sissach is een gemeente en plaats in het Zwitserse kanton Basel-Landschaft, en maakt deel uit van het district Sissach.
Sissach telt 6.406 inwoners.

## Geboren
- Maya Graf (1962), politica